# 성영탁
성영탁(2004년 7월 28일 ~ )은 KBO 리그 KIA 타이거즈의 투수이다.

## KIA 타이거즈시절
2024년에 입단하였다. 2025년 5월 20일 kt wiz와의 경기에 선발 출장하며 데뷔 첫 경기를 치렀고, 경기에서 2이닝 무실점을 기록했다.

## 출신 학교
- 동주초등학교
- 부산개성중학교
- 부산고등학교